# 田村耕平
田村 耕平（たむら こうへい、1848年（嘉永元年1月） - 1901年（明治34年）2月4日）は、明治時代の政治家。貴族院多額納税者議員。

## 経歴
豪商・田村太平の二男として下野国安蘇郡並木村（旗川村を経て現佐野市）に生まれ、1872年（明治5年）分家する。1875年（明治8年）並木村会議員となる。一時上京するが、1888年（明治21年）帰郷し、翌年栃木県多額納税者に列す。1892年（明治25年）村内小学校建築委員を務め、1895年（明治28年）3月、旗川村助役兼収入役に就任。
その後、安蘇郡会議員を経て、1897年（明治30年）栃木県多額納税者として貴族院議員に互選され、同年9月29日から務めるが、在任中に暴漢に襲われ打撲傷を受け死去した。